# Villafranca de Ebro (kommun)
Villafranca de Ebro är en kommun i Spanien.   Den ligger i provinsen Provincia de Zaragoza och regionen Aragonien, i den nordöstra delen av landet, 290 km öster om huvudstaden Madrid. Antalet invånare är 834.